# Carl Arendt (nyelvész)
Carl Arendt (Berlin, 1838. december 1. – Berlin, 1902. január 29.) német nyelvész, sinológus, orientalista, diplomata. A magyar nyelvet is behatóan tanulmányozta, és a magyar nyelvészeti műveivel nagy hatást gyakorolt a hazai leíró nyelvtudományra.

## Élete
Carl Arendt 1838. december 1-jén született Berlinben. 1856-tól 1859-ig a berlini Frigyes Vilmos Egyetemen nyelvészetet tanult. 1865-ben Pekingben kínai tolmácsnak tanult. 1866-ban Tiencsinben a porosz konzulátust vezette ideiglenesen. 1868-ban Poroszország pekingi nagykövetségén tolmácsként dolgozott. 1869-től 1873-ig a tiencsini konzulátus megbízott vezetője lett. 1874-től 1887-ig a Német Birodalom pekingi nagykövetségén tolmácsolt.
1887-től 1902-ben bekövetkezett haláláig docensként a Frigyes Vilmos Egyetemen kínai nyelvészetet tanított az újonnan létrehozott keleti nyelvek szemináriuma keretében.
Fia, Fritz Arendt (1888–1915) szintén nyelvész lett, és klasszika-filológiával foglalkozott.

## Hatása a magyar leíró nyelvészetre
Arendt az 1865-ös tanulmányában az istenadta, az 1866-os cikkében pedig a magvaszakadt típusú szerkezetekkel foglalkozott, melyeket még 1864-ben, a Kínába való elutazása előtt írt, de a figyelmét elsősorban a szintaktikailag még önálló, nem szóösszetétellé vált alakokra fordította, mint az egy Cicero írta könyv, mégis inkább a szóösszetételeket, mint pl. az istenadta, vették át tőle. Arendt a példáit Petőfi és Arany verseiből, valamint a Pesti Naplóból merítette, továbbá Szvorényi József 1861-es nyelvtanát használta fel, de Arendt szerint ige és nem igenév van az istenadta típusú szerkezetben.
Simonyi Zsigmond viszont 1875-ös cikkében vitába szállt Arendttel, és Szvorényival értett egyet. Szepesy Gyula az 1939-es doktori disszertációjában élesen bírálta Arendtet, viszont Arendt álláspontját vette át Pais Dezső az 1965-ös cikkében.

## Magyar vonatkozású művei
- Arendt, Carl. „Darstellung einiger interessanter Eigenthümlichkeiten der ungarischen Sprache. I. Die Vermeidung von Relativsätzen und passivischen Constructionen” (német nyelven). Zeitschrift für Völkerpsychologie und Sprachwissenschaft, Berlin 1865 (3), 216–224. o, Kiadó: Ferdinand Dümmler’s Verlagbuchshandlung. Harrwitz und Goßmann. (Hozzáférés: 2015. március 27.)
- Arendt, Carl. „Darstellung einiger interessanter Eigenthümlichkeiten der ungarischen Sprache. II. Eine merkwürdige Art der Zusammensetzung” (német nyelven). Zeitschrift für Völkerpsychologie und Sprachwissenschaft, Berlin 1866 (4), 77–81. o, Kiadó: Ferdinand Dümmler’s Verlagbuchshandlung. Harrwitz und Goßmann. (Hozzáférés: 2015. március 27.)
- Arendt, Carl. „Nachträgliche bemerkungen zu der Abhandlung über das Ungarische” (német nyelven). Zeitschrift für Völkerpsychologie und Sprachwissenschaft, Berlin 1866 (4), 82–85. o, Kiadó: Ferdinand Dümmler’s Verlagbuchshandlung. Harrwitz und Goßmann. (Hozzáférés: 2015. március 27.)